# الإسطبلات الملكية في قرطبة
الإسطبلات الملكية (بالإسبانية: Caballerizas Reales) هي مجموعة من الإسطبلات التاريخية للخيول، تقع في المركز التاريخي على ضفاف نهر الوادي الكبير في قرطبة في إسبانيا.

## التاريخ
تم إنشاء إسطبل ملكي في قرطبة بموجب المرسوم الملكي الصادر عن فيليبي الثاني في 28 نوفمبر 1567، للحفاظ على سلالة الخيول الإسبانية القوية ذات المعايير الرسمية.
تُعرف هذه الخيول عالمياً باسم الخيول الأندلسية باعتبارها سلالة مميزة في القرن الخامس عشر وتاريخها يعود إلى آلاف السنين في شبه الجزيرة الأيبيرية.

## الوصف
تضم الإسطبلات أفضل الفحول والأفراس من سلالة الخيول الملكية الأندلسية والعربية، استخدم حصان الأندلس في الماضي للحرب وكسلالة مفضلة للنبلاء في جميع أنحاء أوروبا.
تنتشر الخيول الأندلسية في جميع أنحاء العالم وتؤدي العديد من أنشطة الفروسية، بما في ذلك رياضة الترويض والقفز على الحواجز.

## هندسة المبنى
يتميز تصميم المبنى بأسلوب عسكري مميز يتماشى مع موقعه بجوار قلعة الكازار، مسقوف بسقف مقبب متقاطع مدعوم بأعمدة من الحجر الرملي ومقسم إلى إسطبلات صغيرة، تقام فيه مسابقات وعروض دائمة للفروسية.